# عبد الله علي محمد
عبد الله علي محمد (بالفرنسية: Abdallah Ali Mohamed)‏ (11 أبريل 1999 بموروني في جزر القمر - ) هو لاعب كرة قدم فرنسي في مركز الدفاع. لعب مع أولمبيك مارسيليا.

## وصلات خارجية
- عبد الله علي محمد على موقع قاعدة بيانات كرة القدم.إي يو (الإنجليزية)
- عبد الله علي محمد على موقع ليكيب (الفرنسية)
- عبد الله علي محمد على موقع ناشيونال فوتبول تيمز (الإنجليزية)
- عبد الله علي محمد على موقع Soccerway.com (الإنجليزية)
- عبد الله علي محمد على موقع AS.com (الإسبانية)